# Cleofonte Campanini
Cleofonte Campanini (Parma, Itàlia, 1 de setembre, 1860 – Chicago, Estats Units, 19 de desembre de 1919) fou un director d'orquestra italià.
Des de la seva infància es dedicà a la música, formant-se a la Regia Scuola di Musica del Carmine, de Parma. Arribà a ésser un distingit violinista, però deixà el violí per dedicar-se a la direcció i a vint-i-quatre anys ja era popular a Itàlia com a director d'orquestra, alternant amb Jaccio, Luigi Mancinelli i altres mestres il·lustres. El seu germà, el tenor Italo Campanini va ajudar-lo en aquesta primera època. Es casà amb la cèlebre soprano Eva Tetrazzini. Fou molt conegut a Espanya per haver dirigit en diferents temporades als teatres Real, de Madrid, i al Gran Teatre del Liceu de Barcelona, en el qual dirigí l'estrena de Manon Lescaut (amb Eva Tetrazzini en el paper de Manon) el 4 d'abril de 1896. També hi donà a conèixer integra Die Walküre, de la qual fins llavors només s'executava la part orquestral. A Madrid donà a conèixer també importants fragments de Das Rheingold. En 1910 participà en la fundació de la Chicago Opera Association (precedent de l'actual Òpera Lírica de Chicago), de la qual fou director musical fins a la seva mort, i després el succeí Gino Marinuzzi. A Chicago, durant la temporada 1915-1916 dirigí algunes òperes en què la primera figura fou Conxita Supervia, que aquella temporada debutà com a primera figura de la companyia de Campanini al Civic Opera House de Chicago. És recordat especialment en els Estats Units per l'estrena local de nombroses obres de repertori francès (Thaïs, Hérodiade, Louise o Pelléas et Mélisande).
Tot i que Campanini passà els últims anys de la seva vida a Chicago, on era molt apreciat, sempre mantingué el contacte amb la seva ciutat natal i en va ser un mecenes i benefactor. L'any 1913 comprà un dels teatres de Parma, avui desaparegut, i el va fer restaurar amb l'objectiu de fer-ne un centre experimental per a artistes joves. Gràcies al suport econòmic d'Edith Rockefeller, instituí dos premis: un per a una òpera lírica i un altre de cant.
Cleofonte Campanini va morir el 19 de desembre de 1919 a causa d'una pneumònia.